# Transcitose
Transcitose é um processo celular (combinação de endocitose e exocitose) de transporte de macromoléculas e tem como propósito a reciclagem ou translocação de componentes da membrana plasmática. Geralmente ocorre em células epiteliais, porém também pode ocorrer em outros sítios celulares, como em capilares sanguíneos, na forma da transcitose ativa (também é observada em neurônios, osteoclastos e células M intestinais).
Uma vesícula é formada contendo o elemento endocitado, que se desloca através do citoplasma e se funde com a membrana citoplasmática, promovendo assim, sua liberação na matriz extracelular (a membrana da vesícula também pode transportar macromoléculas). O processo envolve a transferência de elementos através das células para domínios celulares opostos (geralmente ocorre em células polarizadas) e é comum, por exemplo, em células epiteliais e endoteliais, mas também é um mecanismo importante para distribuir proteínas de membrana em algumas células.
A transcitose depende do citoesqueleto, dos microfilamentos de actina (têm papel motor) e dos microtúbulos (indicam a direção que as vesículas devem seguir). Esse tipo de transporte é extremamente importante para que substratos consigam entrar na parte apical (parte voltada para o lúmen) da célula, e a atravessando, saiam pela parte basal (lado voltado para a membrana basal).
Quando os substratos se ligam a receptores específicos presentes na região apical da célula, as proteínas formadoras de vesícula, clatrina e caveolinas - proteínas que trabalham em cooperação com o citoesqueleto para a deformação das membranas na formação de vesículas - encapsulam o material e o fusionam a um endossoma inicial. Entretanto, antes de ir para o outro lado da membrana, estas vesículas passam pelo endossomo de reciclagem. A passagem do substrato pelo endossomo de reciclagem é importante porque é nele que a célula consegue realizar a regulação. A regulação da transcitose é um processo complexo e que pode variar muito (dependendo do tecido em que está ocorrendo) e com isso, vários mecanismos específicos de transição tecidual foram identificados.
Exemplos de macromoléculas transportadas: IgA, transferrina, e insulina.

## Transcitose em Tecido Epitelial
Apesar da transcitose geralmente se iniciar na região apical da célula, a captação do material em células epiteliais polarizadas pode ocorrer tanto no domínio apical quanto no basolateral.
Cada um desses domínios possui um endossomo inicial próprio.

## Transcitose em Endotélio
Dentre os três tipos de capilares, a transcitose é particularmente importante nos capilares contínuos e fenestrados, dado que nesses casos as células endoteliais possuem junções comunicantes que impedem a passagem passiva de substratos do lúmen para o espaço intersticial.

## Aplicações
O processo de transcitose é extremamente importante, por exemplo, para que recém nascidos consigam adquirir anticorpos provenientes do leite materno. Ao entrarem no lúmen intestinal, os anticorpos atravessam o tecido epitelial intestinal e caem na corrente sanguínea, se tornando assim, parte do sistema imune da criança.
 Estudos já mostram que o HIV-1 ativo utiliza a via de transcitose para entrar pelo epitélio vaginal, passando pelo endossoma de reciclagem. Ao utilizarem o vírus inativado foi visto que eles entravam na célula com a mesma eficiência, contudo ao adentrar na célula o HIV-1 inativado seguia uma via diferente da via ativa do vírus.

## Ligações Externas
- http://www.ufrgs.br/biologiacelularatlas/memb4.htm